# ムンゼル・アブー・アマーラ
ムンゼル・アブー＝アマーラ（アラビア語: منذر أبو عمارة、Monther Abu AmaraまたはMonzer Abu-Amara、Monther Abu Amarah、1992年4月24日-）は、ヨルダンのプロサッカー選手。クウェート・プレミアリーグのアル・ナスルSC所属のFW、MF。サッカーヨルダン代表、U-23同代表。
モンテル・アブ・アマラ、ムンテル・アブ・アマラーと表記されることがある。

## 来歴

### クラブ
ヨルダンのアル・ワフダートでデビュー、2014-2015シーズンのヨルダン・カップではトップの4ゴールを記録した。
2015年にクウェートのアル・ナスルSCへ移籍。

### 代表
西アジアサッカー選手権2014に出場。
AFCアジアカップ2015では、グループリーグの対日本戦に途中出場した。